# Bronisław Sochor
Bronisław Sochor (ur. 15 marca 1909 w Stanisławowie, zm. 28 sierpnia 1989 w Łodzi) – polski specjalista w dziedzinie elektrotermii, profesor Politechniki Łódzkiej.

## Życiorys
Urodził się w rodzinie Jakuba i Bronisławy z domu Goneck. Ukończył gimnazjum w Brzesku, następnie odbył studia na Oddziale Elektrotechnicznym Wydziału Mechanicznego Politechniki Lwowskiej, które ukończył w 1933 roku otrzymując tytuł inżyniera. Po studiach przez krótki czas pracował w Miejskiej Elektrowni w Stanisławowie oraz w Dyrekcji Okręgowej PKP w Warszawie przy elektryfikacji warszawskiego węzła kolejowego. Później do roku 1944 pracował w Fabryce Urządzeń Termotechnicznych inż. J. Zubko w Warszawie.
Po zakończeniu wojny na podstawie nominacji Pełnomocnika Rządu Tymczasowego Rzeczypospolitej Polskiej w marcu 1945 uruchomił Fabrykę Pieców Elektrycznych i Gazowych K. Klause S–ka w Łodzi (późniejsze Zakłady Wytwórcze Urządzeń Termotechnicznych „Elcal” w Łodzi), gdzie pracował do 1955 roku kolejno na stanowiskach dyrektora, głównego konstruktora i doradcy technicznego. Od roku 1947 prowadził wykłady z Elektrotermii w Politechnice Łódzkiej. W latach 1951–1955 był organizatorem i kierownikiem Zakładu Elektrotermii, następnie przekształconego w Katedrę Grzejnictwa Elektrycznego, a później w Katedrę Elektrotermii. W 1955 roku otrzymał tytuł profesora nadzwyczajnego, a w 1968 roku tytuł profesora zwyczajnego.
W latach 1953–1956 pełni funkcję prodziekana Wydziału Elektrycznego Politechniki Łódzkiej, a następnie w latach 1959–1962 dziekana. W latach 1959–1962 był prorektorem Politechniki Łódzkiej. W wyniku reorganizacji Politechniki Łódzkiej w 1970 roku, przeszedł łącznie z całym zespołem, do Instytutu Elektroenergetyki jako zastępca dyrektora ds. nauki oraz kierownik zespołu dydaktycznego i naukowego. Autor 77 publikacji naukowych i 4 książek. Wypromował 9 doktorów.
W 1957 roku był inicjatorem i współzałożycielem Polskiego Komitetu Elektrotermii, a w latach 1957–1960 i 1962–1973 jego przewodniczącym. Od 1957 roku współpracował również z Międzynarodową Unią Elektrotermii (UJE) w Paryżu jako przedstawiciel PKET – był wiceprezesem (1968–1972) i prezesem (1972–1974), a następnie członkiem prezydium. Za działalność w UJE otrzymał odznaczenie La Medaille d'Honneur. Przez wiele lat był we władzach Stowarzyszenia Elektryków Polskich i Łódzkiego Towarzystwa Naukowego.
Zmarł w Łodzi, pochowany na cmentarzu Doły (kwatera XXX-3-10).

## Ordery i odznaczenia
- Krzyż Oficerski Orderu Odrodzenia Polski
- Złoty Krzyż Zasługi
- Medal 10-lecia Polski Ludowej (15 stycznia 1955)[3]
- Odznaka tytułu honorowego „Zasłużony Nauczyciel PRL”
- Honorowa Odznaka Miasta Łodzi
- Odznaka „Zasłużony dla Politechniki Łódzkiej”
- Złota Odznaka Honorowa SEP
- Srebrna Odznaka Honorowa SEP
- Złota Odznaka Honorowa NOT
- Srebrna Odznaka Honorowa NOT
- Medal SEP im. Mieczysława Pożaryskiego
- Medal Międzynarodowej Unii Elektrotermii (U.I.E.)

Źródło: Profesor Bronisław Sochor - twórca łódzkiej szkoły naukowej elektrotermii.

## Upamiętnienie
Polskie Towarzystwo Elektrotechniki Teoretycznej i Stosowanej proklamowało rok 2009 Rokiem Profesora Bronisława Sochora w 100. rocznicę Jego urodzin.
19 września 2006 roku została odsłonięta tablica upamiętniająca prof. Bronisława Sochora. Uroczystość miała miejsce w Galerii Pamięci Wydziału Elektrotechniki, Elektroniki, Informatyki i Automatyki Politechniki Łódzkiej znajdującej się w budynku przy ul. Stefanowskiego 18/22.